# Trichocoleaceae
Trichocoleaceae, porodica jetrenjarki, dio podreda Lophocoleineae
Pripada mu najmanje 3 roda.

## Rodovi
1. Eotrichocolea R.M. Schust.
2. Leiomitra Lindb.
3. Trichocolea Dumort.